# Федотченко, Альфред Игоревич
Альфред Игоревич Федотченко (1934—2012) — конструктор авиационных СУВ (систем управления вооружением), лауреат Государственных премий СССР и России.

## Биография
Родился 19 декабря 1934 года в Перми.
С 1959 года после окончания радиотехнического факультета МАИ работал в НИИП. Занимался разработкой устройств системы связи и взаимного ориентирования ЗРК «Куб».
В 1970‑1974 гг. начальник комплексной лаборатории — заместитель главного конструктора НИИ радиостроения НПО «Фазотрон» по БРЛС «Сапфир-23» самолёта МиГ-23.
С 1974 года снова в НИИП, начальник отдела — главный конструктор системы «Заслон» самолёта МиГ-31. В этой системе впервые в мировой практике применена фазированная антенная решётка (ФАР), обеспечившая истребителю принципиально новые тактико-технические возможности.
с 1983 г. до ухода на пенсию (1999) — главный конструктор модернизации системы «Заслон-АМ» истребителя МиГ-31БМ.
Умер в 2012 году.
Государственная премия СССР (1981) — за разработку, испытания, внедрение в серийное производство систем управления вооружением для самолёта МиГ-31.
Государственная премия РФ (1998) — за разработку СУВ «Заслон-А» самолёта МиГ-31Б.
Лауреат премии имени В. В. Тихомирова. Награждён орденом Трудового Красного Знамени. Почётный радист.